# Budget Rent a Car
A Budget Rent a Car é uma marca global que tem no seu ADN o foco no turismo de lazer e também no segmento de turismo de negócios que prioriza preços econômicos e controles de custos de viagem. De fato, Budget em inglês significa orçamento. A empresa foi fundada por Morris Mirkin em 1958, nos Estados Unidos, conta atualmente com 1 800 pontos de atendimento pelo mundo[carece de fontes?] e é líder de mercado em diversos países onde opera.
A locadora integra atualmente o ABG (Avis Budget Group), que movimenta em torno de US$ 5,1 bilhões * com presença em 1 200 aeroportos de 175 países e uma frota de 350 mil veículos, dos quais 20 mil no Brasil.[carece de fontes?]

## Budget no Brasil
A Budget Rent a Car no Brasil foi controlada pelo Grupo Dallas – que também respondia pelas operações da Avis Rent a Car (desde 2003) – de 2005 a 2013, quando teve as operações adquiridas pela Avis Budget Group. Em 2018, passou pro controle da Movida.

## Budget Truck
Em alguns países, a Budget também mantém em sua frota caminhões de mudança, vans e veículos utilitários.   